# Лесновичи
Лесновичи (укр. Лісновичі) — село в Городокской городской общине Львовского района Львовской области Украины.
Население по переписи 2001 года составляло 393 человека. Занимает площадь 110,6 км². Почтовый индекс — 81520. Телефонный код — 3231.